# Hat Trick
Hat Trick é o terceiro álbum de estúdio da banda norte-americana America, lançado em 1973.
O álbum alcançou modesto sucesso atingindo apenas o 28º lugar na parada de álbuns da Billboard. Dele saíram três singles: "Muskrat Love", "Rainbow Song" e "Green Monkey", sendo que apenas o primeiro alcançou as paradas musicais atingindo apenas o 67º lugar na parada de singles da Billboard e 11º no Adult Contemporary.
Hat Trick mantém a linha acústica dos discos anteriores da banda, mas apresenta músicas mais distintas como "Green Monkey" que utilizam mais guitarras com distorção.
Algo que o diferencia de qualquer outro trabalho da banda é a composição das músicas. Pela primeira e única vez, os três integrantes originais compõem uma faixa juntos, que é a faixa título, "Hat Trick", por sinal a maior da banda em termos de duração. Até então, cada integrante compusera por conta própria.

## Faixas
| N.º | Título                     | Compositor(es)         | Duração |  |
| 1.  | "Muskrat Love"             | Willis Alan Ramsey     | 3:06    |  |
| 2.  | "Wind Wave"                | Dewey Bunnell          | 2:55    |  |
| 3.  | "She's Gonna Let You Down" | Gerry Beckley          | 3:41    |  |
| 4.  | "Rainbow Song"             | Bunnell                | 3:53    |  |
| 5.  | "Submarine Ladies"         | Beckley                | 3:13    |  |
| 6.  | "It's Life"                | Dan Peek               | 4:00    |  |
| 7.  | "Hat Trick"                | Beckley, Bunnell, Peek | 8:29    |  |
| 8.  | "Molten Love"              | Bunnell                | 3:10    |  |
| 9.  | "Green Monkey"             | Bunnell                | 3:38    |  |
| 10. | "Willow Tree Lullaby"      | Peek                   | 2:34    |  |
| 11. | "Goodbye"                  | Beckley                | 3:10    |  |

## Singles
Do álbum Hat Trick saíram quatro singles, sendo eles:
- "Muskrat Love" / "Cornwall Blank"
- "Rainbow Song" / "Willow Tree Lullaby"
- "Green Monkey" / "She's Gonna Let You Down"
- "Green Monkey" / "Rainbow Song"

## Paradas musicais
Álbum
| Ano  | Parada                       | Posição |
| ---- | ---------------------------- | ------- |
| 1973 | Billboard (América do Norte) | 28      |

Singles
| Ano  | Single                            | Parada                       | Posição |
| ---- | --------------------------------- | ---------------------------- | ------- |
| 1973 | "Muskrat Love" / "Cornwall Blank" | Billboard singles chart      | 67      |
| 1973 | "Muskrat Love" / "Cornwall Blank" | Billboard Adult Contemporary | 11      |

## Ficha técnica

### Gravação
- Hal Blaine – bateria, percussão (exceto em "Muskrat Love")
- David Dickley – baixo
- Henry Diltz – banjo em "Submarine Ladies"
- Billy Hinsche – backing vocals em "Hat Trick"
- Bruce Johnston – backing vocals em "Hat Trick"
- Carl Wilson – backing vocals em "Hat Trick"
- Lee Keifer – gaita em "Submarine Ladies"
- Robert Margoliffe – sintetizador
- Chester McCracken – congas
- Jim Ed Norman – arranjos, piano em "She's Gonna Let You Down"
- Tom Scott – saxofone em "Rainbow"
- Joe Walsh – guitarra em "Green Monkey"
- Lorene Yarnell – batuques de fundo em "Hat Trick"

### Produção
- Gerry Beckley – produção
- Dewey Bunnell – produção
- Dan Peek – produção
- Gary Burden – direção de arte
- Henry Diltz – fotografia
- Michael Stone – engenheiro de som
- Lee Keifer – engenheiro assistente